# 1577 a tudományban
Az 1577. év a tudományban és a technikában.

## Felfedezések
- 1577–1580 Francis Drake másodikként körülhajózza a Földet.

## Építészet
- elkészül az isztambuli ad-Dín obszervatórium
- megépül a havannai erőd, a Castillo de la Real Fuerza

## Születések
- június 12. - Paul Guldin csillagász és matematikus (1643)
- Jan Baptist van Helmont, flamand vegyész

## Halálozások
- Adam of Bodenstein, svájci alkimista és orvos